# Sophie Thatcher
Sophie Bathsheba Thatcher, född 18 oktober 2000 i Chicago, Illinois, är en amerikansk skådespelare.
Hon började sin professionella karriär som skådespelare som 10-åring, och gjorde sin debut på vita duken i den amerikanska filmen Prospect år 2018. Hon har även bland medverkat i TV-serien The Book of Boba Fett. Hon spelar även en av de ledande rollerna som tonåriga Natalie i TV-serien Yellowjackets. 2023 spelar hon en av huvudrollerna i filmen The Boogeyman.
Hon har även medverkat i en antal teaterproduktioner såsom Oliver! och Anne Franks dagbok.

## Filmografi (i urval)
- 2018: Prospect
- 2022: The Book of Boba Fett
- 2021-: Yellowjackets
- 2023: The Boogeyman
- 2024: Heretic
- 2025 – Companion